# انتقام علی‌اف
انتقام علی‌اف (انگلیسی: Intiqam Aliyev؛ زادهٔ ۳۰ نوامبر ۱۹۶۲) فعال حقوق بشر اهل جمهوری آذربایجان است.
وی همچنین برندهٔ جوایزی همچون جایزه هومو هومینی شده‌است.